# Reserva del Humedal Sungei Buloh
La Reserva del Humedal Sungei Buloh (en chino: 双溪布洛湿地保护区; en inglés: Sungei Buloh Wetland Reserve) es una reserva natural ubicada en la zona noroeste de Singapur. Es la primera reserva de humedales que se registró en el país en el año 2002, y su importancia global como punto de parada para las aves migratorias también fue reconocida por la International Wetlands incluyendo la reserva en la Red de Asia Oriental Australasian Shorebird Site Network. La reserva, con una superficie de 130 hectáreas, fue catalogado como Patrimonio y Parque de la ASEAN en 2003.